# ریچارد پلتیه
ریچارد پلتیه (انگلیسی: Richard Pelletier؛ زادهٔ ۳۰ نوامبر ۱۹۸۸) بازیکن فوتبال اهل فرانسه است.
از باشگاه‌هایی که در آن بازی کرده‌است می‌توان به باشگاه فوتبال استاد برستوا ۲۹ و باشگاه فوتبال مونترال اشاره کرد.